# HD 181470
HD 181470，又名BD+37 3413，SAO 68129、HR 7338，是一颗恒星，视星等为6.22，位于銀經69.49，銀緯11.09，其B1900.0坐标为赤經19h 15m 29.9s，赤緯+37° 11.09′ 39″。